# Azanus ornata
Azanus ornata är en fjärilsart som beskrevs av Abel Dufrane 1953. Azanus ornata ingår i släktet Azanus och familjen juvelvingar. Inga underarter finns listade i Catalogue of Life.